# Schlacht von Sebastopolis
Frühe Schlachten
Mu'ta – Tabūk – Dathin – Firaz
Arabische Eroberung der Levante
Qartin – Bosra – Adschnadain – Mardsch ar-Rahit – Fahl – Damaskus – Mardsch ad-Dibadsch – Emesa – Jarmuk – Jerusalem – Hazir – Aleppo
Arabische Eroberung Ägyptens 
Heliopolis – Alexandria – Nikiou
Umayyadische Eroberung Nordafrikas
Sufetula – Vescera – Karthago
Umayyadidische Invasion Anatoliens
 und Konstantinopels
Eiserne Brücke – Germanikeia – 1. Konstantinopel – Sebastopolis – Tyana – 2. Konstantinopel – Nikäa – Akroinon
Arabisch-byzantinischer Grenzkrieg
Kamacha – Kopidnadon – Krasos – Anzen und Amorion – Mauropotamos – Lalakaon – Bathys Ryax
Sizilien und Süditalien
1. Syrakus – 2. Syrakus – Feldzüge des Maniakes
Byzantinischer Gegenschlag
Marasch – Raban – Andrassos – Feldzüge des Nikephoros Phokas – Feldzüge des Johannes Tzimiskes – Orontes – Feldzüge Basileios’ II. – Azaz
Seeoperationen
Phoinix – Muslimische Eroberung Kretas – Thasos – Damiette – Thessalonike – Byzantinische Rückeroberung Kretas
Die Schlacht von Sebastopolis wurde bei Sebastopolis (mutmaßlich Sebaste in Kilikien oder Sulusaray) im Jahr 692 zwischen dem Byzantinischen Reich und den Umayyaden ausgefochten.
Die Byzantiner wurden von Leontios befehligt und beinhalteten auch eine „Spezialarmee“ von 30.000 Slawen unter ihrem Führer Neboulos. Die byzantinische Niederlage lässt sich auf die Desertion von 20.000 Slawen zurückführen. Eine Quelle berichtet, dass Justinian II. die überlebenden Slawen, auch Frauen und Kinder, am Golf von Nikomedia abschlachten ließ. Heutige Historiker bezweifeln diese Darstellung aber.